# Convivencia Catalana
Convivencia Catalana fue una coalición electoral española, liderada por Alianza Popular, que presentó candidaturas a las elecciones generales de 1977 en Cataluña.

## Historia
El 9 de noviembre de 1976, fue firmado en Hostalrich el Pacte Català (o Pacte d'Hostalric) por los partidos Unió Catalana, Unión Democrática, Club Catalonia y Reforma Democrática. Estas agrupaciones acordaron el 22 de abril de 1977 presentar candidaturas en Cataluña con la Federación de Alianza Popular y otras personalidades franquistas, naciendo de esta manera la coalición Convivencia Catalana. 
El líder de la coalición era Laureano López Rodó, presidente de Acción Regional, el cual se encontraba integrado dentro de Alianza Popular.
En las elecciones generales logró 108 333 sufragios en toda Cataluña (3,55% de los votos a nivel de dicha comunidad), logrando la elección de un diputado: el propio López Rodó en Barcelona.

## Integrantes
Los integrantes de la coalición eran:
- Alianza Popular
- Unió Catalana (liderado por Santiago Udina Martorell)
- Partido Democrático Liberal Catalán (liderado por José Antonio Linati)
- Unión Demócrata del Progreso Social (liderado por José Antonio Trabal)
- Unión Lleidetana (liderado por Joaquín Viola Sauret)